# Стречно (присілок)
Стречно (рос. Стречно) — присілок в Пушкіногорському районі Псковської області Російської Федерації.
Населення становить 15 осіб. Входить до складу муніципального утворення Велейська волость.

## Історія
Від 2015 року входить до складу муніципального утворення Велейська волость.

## Населення
| 2001 | 2002 | 2010 |
| ---- | ---- | ---- |
| 26   | ↘23  | ↘15  |